# ホンダ・GB250クラブマン
GB250クラブマン（ジービーにひゃくごじゅうクラブマン）は、かつて本田技研工業が製造・販売していたオートバイである。

## 概要
1983年（昭和58年）12月7日にCBX250RSの派生車種として発売された。1960年代風の伝統的なスタイルの継承と、最新のメカニズムの融合をコンセプトにしたネイキッドタイプのスポーツ車である。したがってフレームおよびエンジンはCBX250RSとほぼ共通とされ、型式名も共通のMC10型とされた。
ネーミングの由来としてEXCITING BIKE Special Vol.1「GB250」で開発関係者から語られた「当初は『CB』の商標で販売が予定されたが、上層幹部が開発途中のGBシリーズを見た時に『CBは時代の先端を進んでいくイメージ、対してこれは時代を逆行している感じだ』と述べたことからGB250クラブマンとなった。」という話が知られている。
デザインこそ一文字型バーハンドル・後方配置とされたステップ位置・アルミリム使用のスポークホイールなどにレトロ嗜好を垣間見ることができるが、メカニズム的には当時の最新を取り入れており、軽量高剛性のセミダブルクレードルフレーム、デュアルピストンキャリバー装着の油圧式ディスクブレーキ、新開発の4バルブエンジンなどが採用・搭載された。
長期にわたり、数回のマイナーチェンジを繰り返しながら1997年（平成9年）まで製造された。

## 車両解説
MC10E型空冷4ストローク4バルブDOHC単気筒エンジンは、輸出用エンデューロレーサーXR350Rに搭載されていた排気量339 cc SOHCエンジンをベースにして、以下の変更を行ったものである。
- シリンダー内径を84 → 72 mmに縮小して排気量249 ccにダウン
- 始動をキック→セルに変更
- バランサー撤去
- エンジンヘッドをSOHC→DOHCに変更
  - SOHCのカム軸位置にあるアイドルギヤから2本のカムを駆動させるがバルブを8本のロッカーアームを介して作動させる複雑な構造である[1]

本エンジンはXR350R用時代から燃焼効率と吸排気効率を大幅に向上させるためバルブを放射状に配置するRFVCが搭載される。
さらに初期型（E型）では単気筒エンジンでありながら低速域から高速域までの吸入効率向上と俊敏なレスポンスの追求から口径26 mmのピストンバルブ式キャブレターを2基連結搭載するデュアルインテークキャブレター方式が採用された。このため後の負圧型シングルキャブレター採用モデルと比較すると構成パーツが極端に多い。
また本エンジンは潤滑系が弱くオイル詰まりをおこし焼き付きを起こしやすい特性があると言われるが、これは管理を長期に行っていない結果であり、通常管理された状態であればトラブルは少ない。なお初期型のみ設計が異なるためオイル詰まりしにくいという話もある。また、フレーム構造やパーツの組込み位置から整備性に若干の難がある。

## モデル一覧
型式名等について
- MC10[3]は以下を意味する

M=軽二輪250 ccクラス（普通自動二輪車）
C=ロードスポーツモデル
10=上述クラスで10番目の開発モデル
- E型 - V型

アルファベットはモデルイヤー毎につけられる年式記号で、E型は1984年型、V型は1997年型を意味する。
以下、モデルチェンジ毎に解説を行う。

### E型

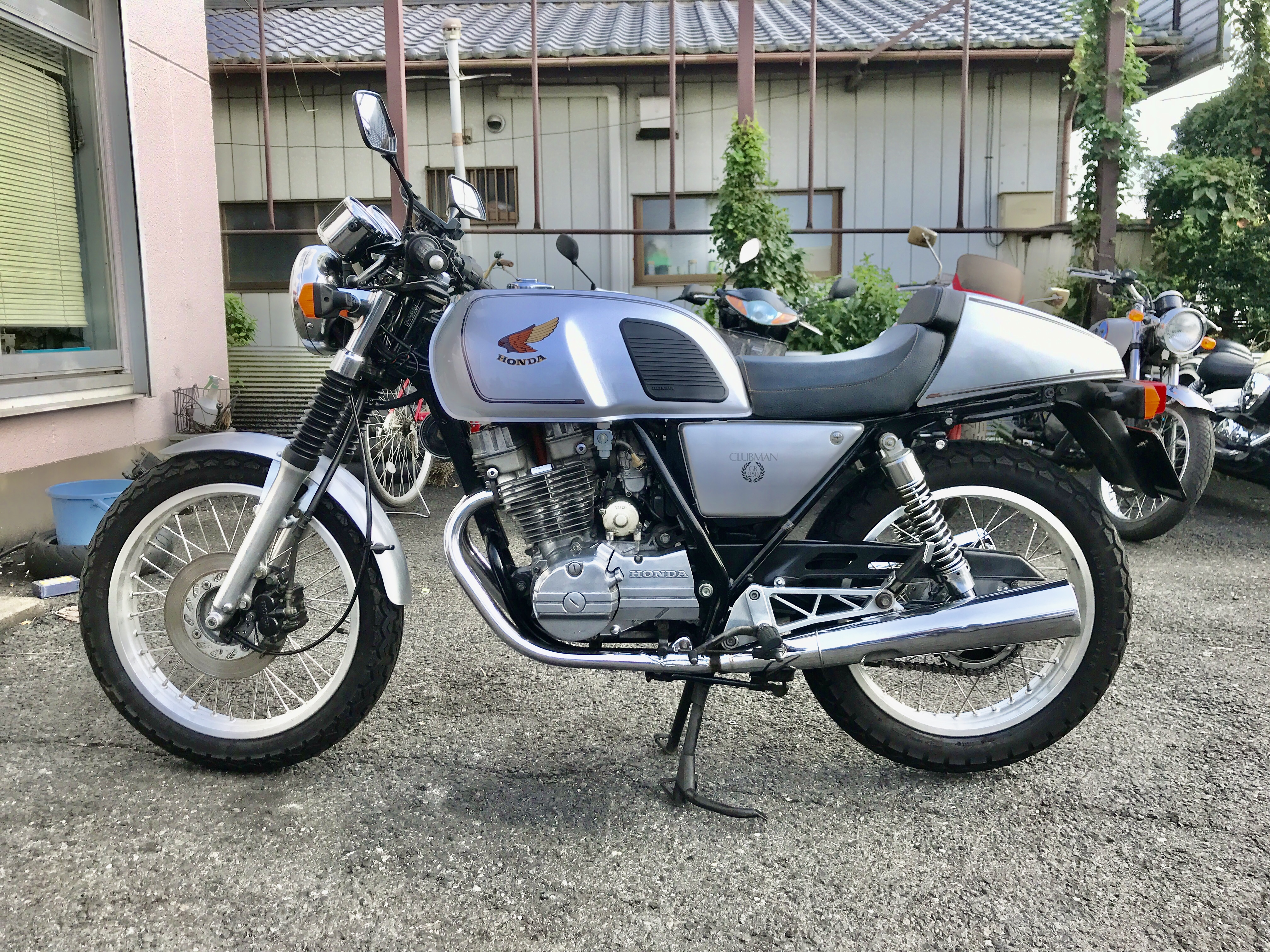
GB250クラブマンE型

CBX250RSと併売された初期型で以下の特徴を持つ
- 左右2本出しマフラー
- デュアルインテークキャブレター搭載
- 17 L燃料タンク
- 車体色はブラック・ストリームレッド・プレアデスシルバーメタリックの3色を設定
- 標準現金価格\379,000

### H型
- 1987年2月10日発売のマイナーチェンジモデル

車体番号MC10-1100001 - 1107389
以下の変更を実施
- フレームを強化ー
- 燃料タンク容量を15 Lに変更
- シート高を755 mmに低下
- ステッカー・カラーリングを変更
- マフラーを右側1本出しタイプに変更させ全幅を630 mmに短縮
- キャブレターを負圧式シングルキャブレター（VE17）に変更
- 最大トルクが2.4 kg-m / 8,000 rpm → 2.5 kg-m / 7,000 rpmに向上
- フロントブレーキローターを⌀276に大径化
- ウィンカーを角型から丸型にするとともにベースをアルミ化
- 前後ホイールにバフ仕上げを施工
- チェーンケースをクロームメッキ化
- 車体色はヘビーグレーメタリックのみ設定
- 視認性に優れたホワイトメーターを採用(H型のみ)

### J型
- 1988年6月1日発売のマイナーチェンジモデル

車体番号MC10-1200001 - 1204583
以下の変更を実施
- クラッチ板の素材変更
- ヘッドライトに樹脂製レンズを採用
- ハンドルパイプの絞り角をやや手前に変更し全幅が650 mmに拡大
- バックミラー・アルミ製ステップホルダーの形状変更
- 車体色はマックスシルバーメタリックとブラックグリーンメタリックの2色を設定
- 標準現金価格\385,000

### L型
- 1989年12月22日発売のマイナーチェンジモデル

車体番号MC10-1300001 - 1350300・1352501 - 1353000
以下の変更を実施
- 燃料タンク・サイドカバー・シート形状を変更
- キー付きリアカウルボックス・サブヘルメットホルダーを新設
- バッテリーをメンテナンスフリー化の観点から開放型→密閉型に変更
- 車体色はスパークリングシルバーメタリック・ブラックの2色を設定
- 標準現金価格\399,000

#### 限定モデル
- 1992年1月16日にL型ベースで車体色をモンツァレッドにしたモデルを2,200台限定で発売

車体番号MC10-1350301 - 1352500
- 標準現金価格\409,000

### P型
- 1993年4月1日発売のマイナーチェンジモデル

車体番号MC10-1400001 - 1402560（A） or 1400001 - 1401860（B）
以下の変更を実施
- サイドカバーに立体エンブレム風ステッカーを採用
- バルブスプリングをシングルスプリングからダブルスプリングに変更
- 車体色を以下の2タイプに変更

- 車体番号（A）：スパークリングシルバーメタリック（車体）xタスマニアグリーンメタリック（ストライブ）
- 車体番号（B）：モンツァレッド（車体・フレーム）xカラコルムグレーメタリック（ストライプ）

- 標準現金価格\428,000

### S型
- 1995年2月10日発売のマイナーチェンジモデル

車体番号MC10-1500001 - 1504087
以下の変更を実施
- ハンドル新形状のコンチネンタルタイプに変更し全幅が680 mmに拡大
- 燃料タンクを新パターンのツートーンカラーに変更
- ステッカーを「ホンダ」のエンブレム調に変更
- 前後フェンダーを樹脂製からスチールクロームメッキ製変更
- 独立型テールライトブラケットを採用
- 車体色はブラックのみ設定
- 標準現金価格\448,000

### V型
- 1997年1月15日発売のマイナーチェンジモデル

車体番号MC10-1600001 - 1601325
以下の変更を実施
- タンクストライプ・エンブレムのカラーを変更
- 車体色はブラック・グランドグリーンメタリックxパールオルティアホワイト（ツートン）の2種類を設定